# Нађбајом
Нађбајом (мађ. Nagybajom) је град у Мађарској. Нађбајом је град у оквиру жупаније Шомођ.

## Географија

### Локација
Нађбајом се налази у централном делу жупаније Шомођ, уз аутопут 61, скоро једнако удаљен од језера Балатон и реке Драве, 25 километара западно од Капошвара. Међу важнијим насељима у области, повезан је са Кадаркутом путем 6618, а са сливним подручјем Нађатада (Лабодал) путем 6619. Пут 67 117 између Шомођшарда и Ујварфалве такође на релативно кратком делу додирује источни део његове периферије.
У близини пролази железничка линија Домбовар-Ђекењеш број 41 МАВ-а, чије једно стајалиште носи име Нађбајом (железничка станица Јако-Нађбајом), али се административно станица налази у Јаку, око 6 километара јужно од Нађбајома.

## Историја
Нагибајом је насеље из времена досељавања Мађара на ове просторе, ере Арпад, његово име се помиње још 1197. године у попису имања опатије Желицсентјакаб. Његово име се помиње у сведочанствима као Бојон 1297. и Бојун 1357. године. Између 1332. и 1337. године помиње се и у списку „папске десетине”, па је већ тада имао парохију. 1434-1435 поседовали су је грофови Нађмартон (Фракној). Током 1440. године оба Бајонта су била у власништву краљице Елизабете, као имање Имреа Бајонија, који је умро без наследника.
Нађбајом је постао далеко највеће погранично насеље Шомођи жупанији у модерној ери. Међутим, повољан географски положај насеља је нанео значајну штету кроз историју, јер је током ратова стајало на путу војски у походу и уништавали су га и Турци и Татари. Током Другог светског рата и данас се сматра местом битака које су захтевале тешке људске жртве због прекодунавских похода, а овде се протезала немачка линија фронта. Након совјетске окупације, село је постепено обнављано. Године 1958. почиње развој села пуном снагом, 1. јула 1969. формирала је заједничко веће са суседним селом Јако под именом Кешег Кезеш Танач, а 1. јула 1970. место се поново уздигло у ранг велике општине а 30. септембра 1990. године основана је општина Нађбајом. Одвајањем села Јако ствара се независна општина од 1. јануара 1993. године, насељени део Палмајор основао је независну општину, која је и даље припадала Нађбајому према окружном регистру. 
После промене режима, активност локалне самоуправе и јавног мњења интензивирала је питање његовог проглашења за град. На иницијативу локалног представничког тела, Нађибајом је поново добио статус града од 1. јула 2001. године.

## Становништво
Током пописа 2011. 89,4% становника се изјаснило као Мађари, 7,6% као Роми, 0,4% као Немци и 0,2% као Украјинци (10,5% се није изјаснило). 
Верска дистрибуција је била следећа: римокатолици 58,6%, реформисани 9,4%, лутерани 0,5%, гркокатолици 0,1%, без вероисповести 9,8% (20,5% се није изјаснило).